# 八龍の森

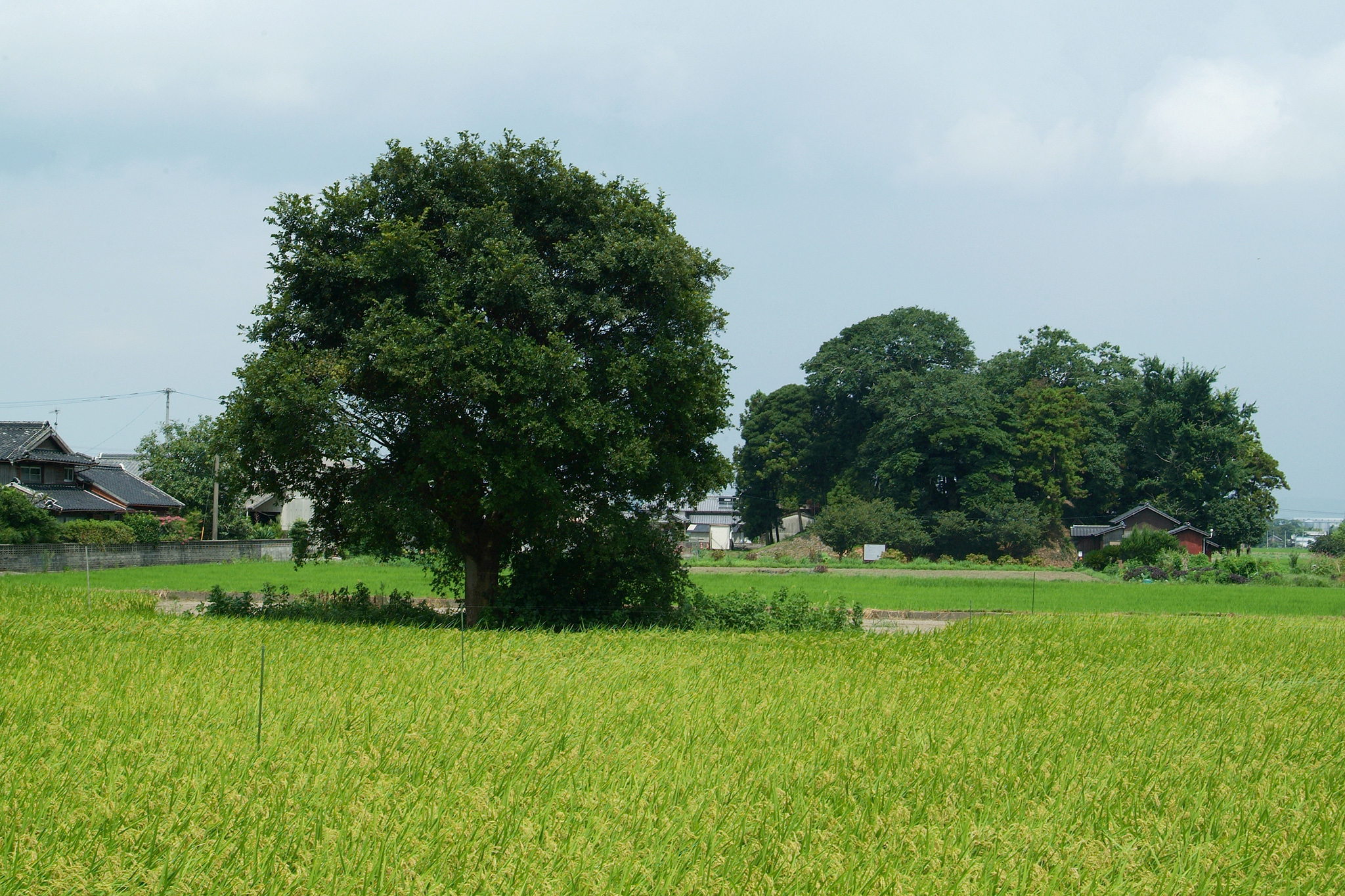
八龍の森と築山古墳

八龍の森（はちりゅうのもり）は、福岡県糸島市にあった森。細石神社の東200メートルほどのところにあり、かつては野石が一個立っていた。三雲集落の人は、木花開耶姫の子であり、日向第二代の彦火々出見尊の生誕地と伝えている。しかしながら現在は、森は伐採されてしまい一本の木を残すだけとなっている。立っていた野石は細石神社に移されているが、地元の人々はその石を神聖視している。かつては毎年9月12日に高祖神社から神輿が渡ってくる所であった。
近隣には築山古墳、端山古墳、三雲南小路遺跡がある。